# Acompsia schmidtiellus
Acompsia schmidtiellus — вид лускокрилих комах з родини виїмчастокрилі молі (Gelechiidae).

## Поширення
Вид поширений в Південній, Центральній і Східній Європі від Іспанії на північ до Данії і на схід до України.

## Опис
Розмах крил у самців 14–16 мм, у самиць 15–17 мм. Передні крила світло-помаранчево-коричневі, поцятковані чорними лусочками. Самиці мають помаранчево-коричневі передні крила без цяток. Задні крила сірі.

## Спосіб життя
Імаго літає з червня до кінця серпня. Личинки живляться на Origanum vulgare, Mentha arvensis, Mentha silvestris, Mentha rotundifolia, Calamintha nepeta та Clinopodium vulgare. Вони згортають листок рослини-господаря, де живуть. Личинки жовто-білі з блискучою темно-коричневою головою. Заляльковування відбувається в складеному листі або між сухими листками на землі.